# サビエル高等学校
サビエル高等学校（サビエルこうとうがっこう）は、山口県山陽小野田市にある私立の高等学校。

## 概要
- キリスト教主義（カトリック）に基づく教育が行われている。（日本カトリック学校連合会加盟校）
- 設置者は学校法人サビエル学園で、その設立母体はキリスト・イエズスの宣教会（本部スペイン、1944年設立）である。
- 校章は、フランシスコ・サビエルの家紋。これは、設立母体がフランシスコ・サビエルの理念継承を目的とした団体であることに由来する。
- 校庭には、旧サビエル記念聖堂（山口市、1991年（平成3年）の火災で焼失）の鐘がモニュメントとして飾られている。
- 2002年（平成14年）に男女共学となるまでは、女子校であった。
- 遠隔地に居住している生徒のための寮が完備されている。（入寮は希望者かつ女子生徒のみ）

## 学科
- 普通科
  - I類コース→特別進学科
  - II類コース→進学科

## 沿革
- 1962年4月 小野田女子学院高等学校として発足
- 1964年10月 サビエル高等学校と改名
- 2002年4月 男女共学導入
- 2005年4月 I類・II類コース制導入
- 2011年4月 特別進学科・進学科と改名
- 2012年10月 創立50周年記念式典開催
- 2022年12月 創立60周年記念式典開催

## 出身者
- ちひろ（シンガーソングライター・ラジオパーソナリティ）
- 上村典子（歌人）